# Artemita d'Apol·linatis
Artemita d'Apol·linatis fou una ciutat de Mesopotàmia oriental, del període part, capital de la província d'Apol·linatis (Apollinatis). Fou el lloc de naixement de l'historiador Apol·lodor d'Artemita.
Estava situada entre Selèucia i les muntanyes Zagros, a la ruta principal. Isidor de Carax diu que també se l'anomenà Chalasar que probablement derivaria de la província de Chalonitis (Chala + sar; sar vol dir en part "cim"). Segons Isidor la ciutat estava creuada pel riu Sillas (Diyala) i a uns 80 km de Selèucia; a la taula de Peutinger la distància és de 105 km per error tipogràfic però correctament hauria de ser 93 km.
Isidor la descriu com una ciutat grega i Plini el Vell diu que fou fundada pels macedonis, però segons Tàcit i Esteve de Bizanci era una ciutat habitada pels parts, encara que probablement es tractaria d'una ciutat grega que més tard fou poblada per elements iranians i va perdre el seu caràcter.
L'any 31 va donar suport a Tiridates II de Pàrtia, pretendent enviat per Roma en oposició a Artaban II de Pàrtia. Sota els sassànides ja no és esmentada però va seguir existint; encara s'esmenta sota els àrabs.